# Удельная (посёлок городского типа)
Уде́льная — посёлок городского типа в Раменском муниципальном округе Московской области России.
Население — 18 111 чел. (2024).

## География
Расположен в северо-западной части Раменского муниципального округа, в 13 км к юго-востоку от Москвы, в 13 км к северо-западу от административного центра города Раменского. Граничит с посёлками Быково (на юго-востоке), Малаховка (на северо-западе), Родники (на севере), к югу расположено село Верея.
Платформа Удельная на Рязанском направлении Московской железной дороги (в 32 км от Казанского вокзала). В 1 км от посёлка проходит автодорога А102 Москва — Жуковский.

## История
Изначально земли, на которых располагается посёлок, принадлежали лично царской семье и управлялись Департаментом уделов (с 1892 года — Главное управление уделов министерства императорского двора). С конца XIX века начинается раздача некоторых пустующих земель Главного управления уделов в аренду под строительство дач и различных хозяйственных объектов. Так в 29 верстах от столицы, на территории Бронницкого уезда Московской губернии возник дачный посёлок «Удельное» и строится железнодорожная станция.
В 1897 году в память о коронации императора Николая II в Удельной была построена деревянная церковь Живоначальной Троицы, сохранившаяся до сих пор.
В советское время посёлок долгое время оставался тихим дачным местом, основная масса домов была одноэтажная, за исключением ряда 3-этажных домов, построенных для расположившейся в Удельной воинской части, а также нескольких 2-3-этажных домов на улице Полевая и Солнечная, в которых жили работники авиаремонтной базы (так сначала назывался Быковский авиаремонтный завод № 402).
На рубеже 1960—70-х годов в Удельной развернулось многоэтажное строительство — дома стали активно строить как военные, так и авиаремонтный завод. Возникли многочисленные пяти- и девятиэтажки. Посёлок постепенно стал приобретать тот облик, который он имеет сегодня.
С 1 января 2006 до 4 мая 2019 гг. образовывал одноимённое муниципальное образование (городское поселение Удельная) как единственный населённый пункт в его составе.
В 2025 году дачный посёлок преобразован в посёлок городского типа.

## Население
| 1926    | 1939    | 1959    | 1979    | 1989    | 2002    | 2009    |
| ------- | ------- | ------- | ------- | ------- | ------- | ------- |
| 3450    | ↗8080   | ↗11 706 | ↗11 755 | ↘11 334 | ↗13 309 | ↗13 671 |
| 2010    | 2012    | 2013    | 2014    | 2015    | 2016    | 2017    |
| ↗15 021 | ↗15 293 | ↗15 412 | ↘15 199 | ↗15 251 | ↗15 310 | ↘15 036 |
| 2018    | 2019    | 2020    | 2021    | 2023    | 2024    |         |
| ↘14 870 | ↗15 042 | ↗15 259 | ↗17 846 | ↗18 040 | ↗18 111 |         |

## Культура, образование, медицина
На территории посёлка находятся:
- Удельнинская гимназия

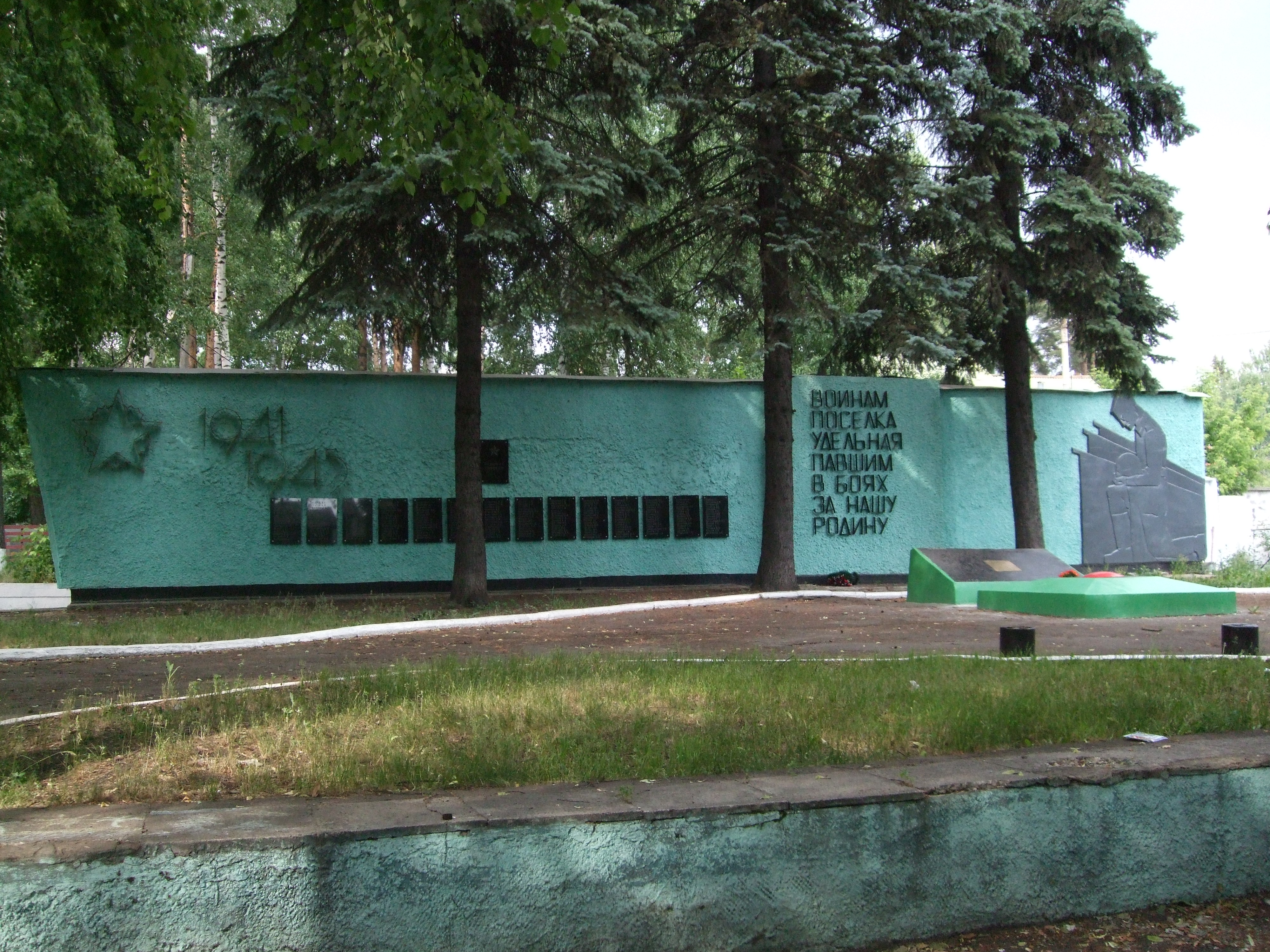
Памятник воинам посёлка Удельная, павшим в годы Великой Отечественной войны

- Средняя общеобразовательная школа № 34
- Два детских дома.
- Быковский Центр развития творчества детей и юношества
- Удельнинская музыкальная школа
- ДК «Победа». Был сооружён, когда на полную мощность функционировали аэропорт «Быково» и авиаремонтный завод. В советские времена в ДК проводили партхозактивы Раменского района.
- Три поселковых совета ветеранов и совет инвалидов
- Удельнинская поликлиника, две аптеки и Международный центр медицинской пиявки
- Санаторий «Удельная» (специализация — сердечно-сосудистые заболевания), в советские времена санаторий возглавляла мать Георгия Маленкова — Анастасия Георгиевна Ульянова (Шемякина)[25]
- Малаховское озеро, река Македонка

## Достопримечательности

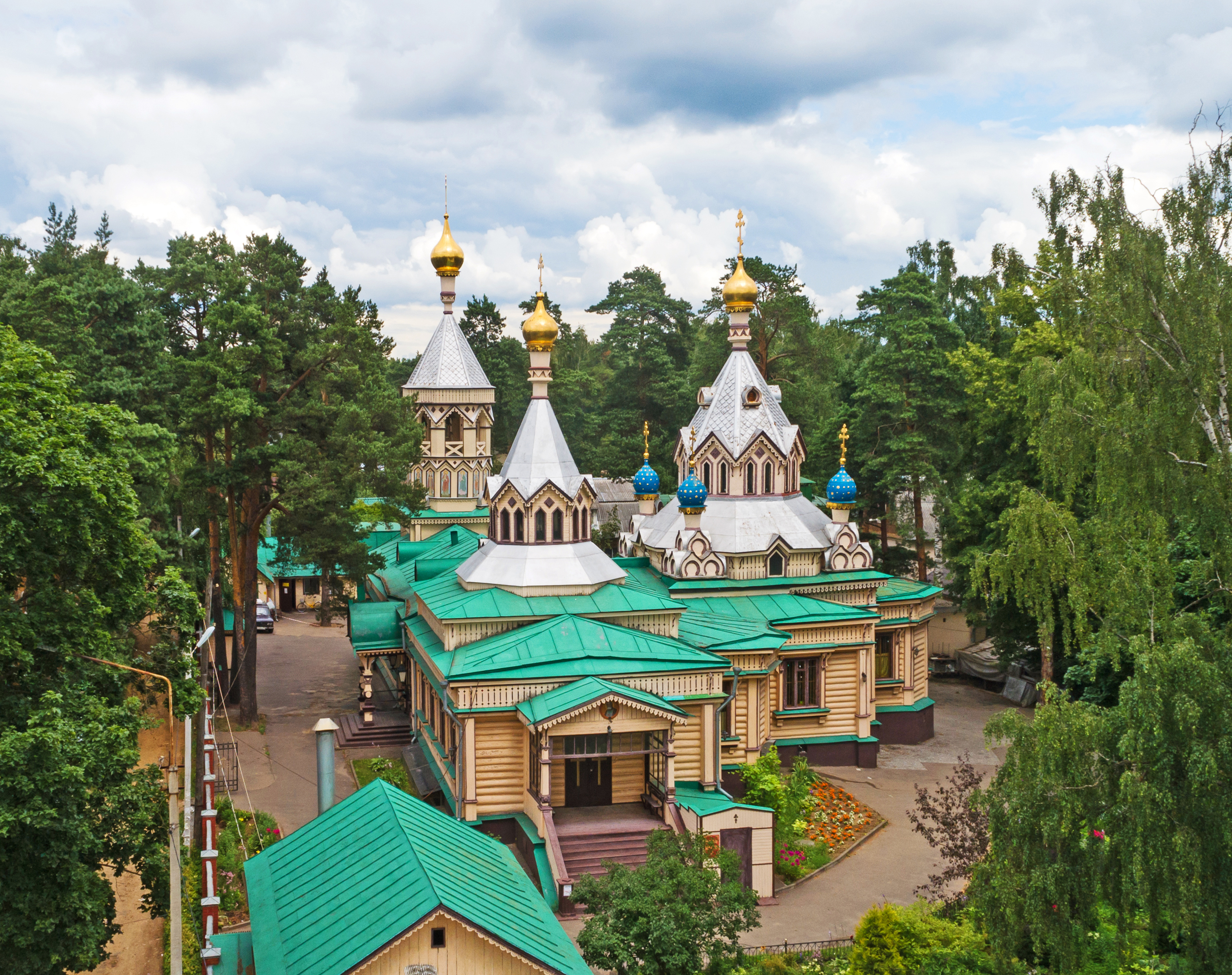
Церковь Троицы Живоначальной в Удельной

В посёлке сохранилась церковь Троицы Живоначальной, построенная в 1897 году по проекту архитектора Семёна Эйбушица (несколько икон выполнены братьями Виктором и Аполлинарием Васнецовыми). Во дворе церкви стоит копия скульптуры М. Антокольского «Сидящий Христос».
Также в посёлке находилась усадьба Л. А. Тамбурер — деревянный особняк в стиле неоклассицизма с четырёхколонным портиком, построенный по проекту И. В. Жолтовского, однако в ночь с 25 на 26 декабря 2005 года здание сгорело до основания.

## Известные жители
С историей Удельной связаны имена многих известных людей — аристократов, предпринимателей, представителей интеллигенции. Некоторые из них имели в посёлке собственные дома (Бахрушины, четыре особняка которых располагались на месте школы № 34 и детского дома; дирижёр Большого театра Л. П. Штейнберг; бухгалтер императорских театров Калмыков; главный инженер Кремля В. И. Чиков; знаменитая балерина Л. А. Рославлева; владельцы крупнейшего фортепианного завода Карклины) или просто гостили в Удельной у друзей или родственников. Так, в усадьбе Лидии Николаевны Тамбурер, известного зубного врача и потомственной дворянки, долгое время жила Марина Цветаева и её сестра Анастасия, бывал Михаил Булгаков, Алексей Толстой. В имение Телешева часто приезжали знаменитые артисты А. Нежданова и Ф. Шаляпин. На улице Песочной находились дачи двоюродных сестёр императора Александра III — Маргариты, Ольги и Елены Иосифовны Романовых.
В советские годы в Удельной находились дачи геолога, президента Академии наук СССР А. П. Карпинского (в честь него названа нынешняя улица Карпинского), прозаика и поэта И. А. Васильева. В Удельной жил военный лётчик, Герой Советского Союза Горячев Виктор Фёдорович (одна из улиц Удельной носит его имя).

### Уроженцы
- Климент (Капалин) (р. 1949) — епископ Русской Православной Церкви, митрополит Калужский и Боровский.
- Димитрий (Капалин) (р. 1952) — митрополит.
- Потапов, Владимир Николаевич — художник.
- Кипнис, Борис Григорьевич — историк.